# Allophylus rhomboidalis
Allophylus rhomboidalis là một loài thực vật]] thuộc họ Sapindaceae. Loài này có ở Polynésie thuộc Pháp và Pitcairn.